# ʾ
El ʾ (semicírculo superior derecha o medio anillo derecho) es un signo de la escritura latina usado en la romanización del árabe y del hebreo para transcribir las letras hamza (ء) y alef (א) respectivamente, las cuales representan el fonema oclusivo glotal (/ʔ/), también llamado «saltillo». Es uno de los caracteres Unicode de tipo U02B0 y se codifica como U+02BE. En lenguaje HTML se representa como &#702.